# Joanne Dru
Joanne Dru (Joan Letitia Lacock) (Logan, Nyugat-Virginia, 1922. január 31. – Los Angeles, Kalifornia, 1996. szeptember 10.) amerikai színésznő.

## Élete és pályája
Még nem töltötte be tizennyolcadik életévét amikor 1940-ben New Yorkba ment, ahol modellként foglalkoztatták. Feltűnt tehetségkutatókon, és élete első filmes szerepét az Abie’s Irish Rose című filmben kapta 1946-ban. Amikor Hollywoodba költözött, színházban kapott munkát. Az elkövetkező évtizedben gyakran jelent meg mozifilmekben és a televízióban. Olyan filmekben játszott, mint például a Vörös folyó, A király összes embere, Sárga szalagot viselt, A karaván vezetője, A bosszú völgye és a  Szuperzsaru. Csillagot kapott a Hollywood Walk of Fame-en. Idősebb testvére az ismert színész és énekes Peter Marshall. 1980-ban játszott utoljára a Szuperzsaru című filmben Terence Hill és Ernest Borgnine főszereplésével.

## Magánélete
Dru, mielőtt Hollywoodba költözött, 19 évesen találkozott Dick Haymes énekessel és 1941-ben, összeházasodott vele. Három gyermeke született: Richard Ralph Haymes (1942. július 24.), Helen Joanna Haymes (1944. május 13.) és Barbara Nugent Haymes (1947. szeptember 19.). 1949-ben elváltak egymástól. Dru ezután John Ireland kanadai színész–rendezőhöz ment feleségül. A házassága 1957-ben ért véget Johnnal. Az ezt követő két házassága nem a válással, hanem a férjei halálával végződött.

## Halála
1996-ban, 74 éves korában, limfödémában hunyt el. Hamvait szétszórták a Csendes-óceánba.

## Filmjei
- Abie's Irish Rose (1946)
- Vörös folyó (1948)
- A király összes embere (1949)
- Sárga szalagot viselt (1949)
- A karaván vezetője (1950)
- 711 Ocean Drive (1950)
- A bosszú völgye (1951)
- Mr. Belvedere Rings the Bell (1951)
- Return of the Texan (1952)
- The Pride of St. Louis (1952)
- My Pal Gus (1952)
- Thunder Bay (1953)
- 3 Ring Circus (1954)
- Southwest Passage (1954)
- The Dark Avenger (1955)
- Drango (1957)
- Hell on Frisco Bay (1955)
- The Light in the Forest (1958)
- The Wild and the Innocent (1959)
- Sylvia (1965)
- Szuperzsaru  (1980)